# Gonimbrasia mpalensis
Gonimbrasia mpalensis är en fjärilsart som beskrevs av L.Sonthonnax 1899. Gonimbrasia mpalensis ingår i släktet Gonimbrasia och familjen påfågelsspinnare. Inga underarter finns listade i Catalogue of Life.